# 円周率の無理性の証明
円周率の無理性の証明（えんしゅうりつのむりせいのしょうめい）は、円周率が無理数であること、すなわち円周率の小数展開が無限に続き、しかも循環しないことの証明である。円周率が無理数であること自体はよく知られた事実であるが、その証明を目にする機会はあまりない。知られている中で最も簡単な証明は、初等的な微分積分学のみを用いるものである。

## 歴史
円周率は古代から考察の対象とされ、無理数であることは紀元前4世紀のアリストテレスが予想していたが、証明されたのは二千年以上後のことである。1761年、ドイツの数学者ヨハン・ハインリッヒ・ランベルトは、正接関数の無限連分数表示
{\displaystyle \tan x={\cfrac {x}{1-{\cfrac {x^{2}}{3-{\cfrac {x^{2}}{5-{\cfrac {x^{2}}{\ddots \,}}}}}}}}}
を用いて、初めて円周率の無理性を示した。その証明は現代的にはやや不満の残るものであったが、1794年にフランスのアドリアン＝マリ・ルジャンドルは厳密な証明を与え、さらに π2 も無理数であることを発見した。したがってルジャンドルは π の無理性よりも強い結果を示した。
20世紀には、初等的な微分積分学の知識のみを用いた証明が発見された。そのうち最もよく知られたものは、カナダ出身のイヴァン・ニーベンが1947年に発表した証明である。それ以前の1945年にも、イギリスのメアリー・カートライトが似た証明を与えている。彼女はそれを公表しなかったが、後にハロルド・ジェフリーズの著書に収録された。1949年、日本の岩本義和は、ニーベンのアイデアを用いて π2 が無理数であることの初等的な証明を与えた。
1978年、フランスのロジェ・アペリーは全ての立方数の逆数和
{\displaystyle {\frac {1}{1^{3}}}+{\frac {1}{2^{3}}}+{\frac {1}{3^{3}}}+{\frac {1}{4^{3}}}+\cdots }
が無理数であることを示した（アペリーの定理を参照）。この値は、リーマンゼータ函数
{\displaystyle \zeta (s)={\frac {1}{1^{s}}}+{\frac {1}{2^{s}}}+{\frac {1}{3^{s}}}+{\frac {1}{4^{s}}}+\cdots }
の s = 3 における値 ζ(3) である。同様の手法で、彼は全ての平方数の逆数和
{\displaystyle {\frac {1}{1^{2}}}+{\frac {1}{2^{2}}}+{\frac {1}{3^{2}}}+{\frac {1}{4^{2}}}+\cdots }
すなわち ζ(2) も無理数であることを示した。この極限は {\displaystyle {\frac {\pi ^{2}}{6}}} に等しい、という事実をすでにレオンハルト・オイラーが示していたので（バーゼル問題を参照）、これはルジャンドルが示したことと同値である。すなわち、アペリーの証明は π2 が無理数であることの別証明になっている。

## 証明
本節では、ニーベンの証明を紹介する。原論文は必要最低限の記述しかないが、ここではいくらか解説を加えている。円周率 π は、正弦関数 sin x の正の零点の中で最小のものとする。証明は背理法による。すなわち π が有理数であり　{\displaystyle \pi ={\frac {a}{b}}}（a, b は正の整数）と表せるものと仮定して、それから矛盾を導く。
自然数 n に対して、実関数 fn(x) を
{\displaystyle f_{n}(x)={\frac {1}{n!}}x^{n}(a-bx)^{n}}
で定義する。さらに、
{\displaystyle F_{n}(x)=f_{n}(x)-f_{n}^{(2)}(x)+f_{n}^{(4)}(x)-\cdots +(-1)^{n}f_{n}^{(2n)}(x)}
とおく。ここで、f(k) は f の k 階微分を表す。
補題 1：Fn(0) は整数である。
証明：fn(x) の定義式を二項展開すると、
{\displaystyle f_{n}(x)={\frac {1}{n!}}\left\{a^{n}x^{n}-{\binom {n}{1}}a^{n-1}bx^{n+1}+{\binom {n}{2}}a^{n-2}b^{2}x^{n+2}-\cdots +(-1)^{n}b^{n}x^{2n}\right\}}
fn(k)(x) に x = 0 を代入することを考える。
k < n のときは、fn(k)(x) の各項は全て1次以上だから、fn(k)(0) = 0。
n ≤ k ≤ 2n のときは、x = 0 を代入する際に、1次以上の項は同様に 0 となるため、定数項のみが残り、
{\displaystyle f_{n}^{(k)}(0)={\frac {1}{n!}}\left\{(-1)^{k-n}{\binom {n}{k-n}}a^{2n-k}b^{k-n}x^{k}\right\}^{(k)}=(-1)^{k-n}{\frac {k!}{n!}}{\binom {n}{k-n}}a^{2n-k}b^{k-n}}
となる。
n ≤ k ≤ 2n より {\displaystyle {\frac {k!}{n!}}}, a2n−k, bk−n は整数であるから、fn(k)(0) は整数である。
ゆえに、fn(k)(0) の和・差である Fn(0) は整数である。
補題 2：Fn(π) = Fn(0)
証明：{\displaystyle \pi ={\frac {a}{b}}} より fn(π − x) = fn(x) 、この両辺を k 階微分すると、連鎖律（合成関数の微分法則）より、
{\displaystyle (-1)^{k}f_{n}^{(k)}(\pi -x)=f_{n}^{(k)}(x)}
が（正確には数学的帰納法により）分かる。k = 0, 2, 4, …, 2n を代入して得られる式の総和を取ると、
{\displaystyle F_{n}(\pi -x)=F_{n}(x)}
を得る。x = 0 を代入すると、補題の式が得られる。
補題 3：{\displaystyle \int _{0}^{\pi }f_{n}(x)\sin x\,dx=2F_{n}(0)}
証明：deg fn = 2n より fn(2n+2)(x) = 0、ゆえに、
{\displaystyle F''_{n}(x)+F_{n}(x)=f_{n}(x)}
これと、積の微分法、三角関数の微分の公式（微分法#概要参照）を用いると、
{\displaystyle (F'_{n}(x)\sin x-F_{n}(x)\cos x)'=f_{n}(x)\sin x}
を得る。微分積分学の基本定理より、
{\displaystyle \int _{0}^{\pi }f_{n}(x)\sin x\,dx={\bigg [}F'_{n}(x)\sin x-F_{n}(x)\cos x{\bigg ]}_{0}^{\pi }=F_{n}(\pi )+F_{n}(0)}
となる。最後の等式では、π が正弦関数の零点であることを用いた。補題 2 より、これは 2Fn(0) に等しい。
結び： 0 < x < π の範囲では fn(x) > 0 かつ sin x > 0 である（π は正弦関数の正の零点のうち「最小の」ものであることに注意）。ゆえに、fn(x) sin x > 0, 補題 3 より Fn(0) > 0 である。次に、この Fn(0) を上から評価する。
{\displaystyle x(\pi -x)=-\left(x-{\frac {\pi }{2}}\right)^{2}+\left({\frac {\pi }{2}}\right)^{2}\leq \left({\frac {\pi }{2}}\right)^{2}}
より、
{\displaystyle f_{n}(x)={\frac {b^{n}}{n!}}\left\{x(\pi -x)\right\}^{n}\leq {\frac {b^{n}}{n!}}\left({\frac {\pi }{2}}\right)^{2n}}
を得る。0 ≤ x ≤ π で 0 ≤ sin x ≤ 1、補題 3 より、
{\displaystyle F_{n}(0)={\frac {1}{2}}\int _{0}^{\pi }f_{n}(x)\sin x\,dx\leq {\frac {1}{2}}\int _{0}^{\pi }{\frac {b^{n}}{n!}}\left({\frac {\pi }{2}}\right)^{2n}\times 1\,dx={\frac {b^{n}}{n!}}\left({\frac {\pi }{2}}\right)^{2n+1}}
ここで、自然数 n は任意である。一般に、{\displaystyle \lim _{n\to \infty }{\frac {p^{n}}{n!}}=0} が成り立つ。したがって、十分大きな n に対して 0 < Fn(0) < 1 が成り立つ。これは補題 1 に矛盾する。（証明終）

## カートライトの証明
ハロルド・ジェフリーズは、この証明法はメアリー・カートライトが1945年にケンブリッジ大学の試験問題として出したもので，彼女はそれをどこからとったのかを明らかにしていないと書いている（注：証明の詳細については英語版の記述を見られたい）。ただし積分変数を置き換えれば、この証明はG.H.Hardy と E.M.Wright の証明（後述）と一致する。
{\displaystyle {\frac {\pi }{2}}={\frac {b}{a}}} と置き、自然数 n に対し、
{\displaystyle I_{n}(x)=\int _{-1}^{1}(1-z^{2})^{n}\cos xz\,dz}
と置く。このとき、{\displaystyle {\frac {b^{2n+1}}{n!}}I_{n}\left({\frac {\pi }{2}}\right)} は整数となる。また、十分大きな n に対し、{\displaystyle 0<{\frac {b^{2n+1}I_{n}\left({\frac {\pi }{2}}\right)}{n!}}<1} が言える。これらは矛盾する。

## L. Zhou と L. Markov の証明
ニーベン・インケリの定理より、s2 が 0 でない有理数ならば、cos s は無理数である。cos π = −1 は有理数であるから、π2 ≠ 0 は無理数である（したがって π も無理数である）。
Zhou–Markov は π が無理数であることの別の初等的な証明も与えている。
ニーベン・インケリの定理の証明を次に示す。
整数 n ≥ 0 に対して
{\displaystyle g_{n}(x)={\frac {(r^{2}x^{2}-x^{4})^{n}}{n!}}}
とおき
{\displaystyle {\begin{aligned}I_{n}&=\int _{0}^{r}g_{n}(x)\sin(r-x)dx,\\J_{n}&=\int _{0}^{r}xg_{n}(x)\cos(r-x)dx,\\K_{n}&=\int _{0}^{r}x^{2}g_{n}(x)\sin(r-x)dx,\\L_{n}&=\int _{0}^{r}x^{3}g_{n}(x)\cos(r-x)dx,\\\end{aligned}}}
とおく。n = 0 のときの積分をすると
{\displaystyle {\begin{aligned}I_{0}&=J_{0}=1-\cos r,\\K_{0}&=r^{2}-2-2\cos r,\\L_{0}&=3K_{0},\\\end{aligned}}}
である。各積分を1回ずつ部分積分することにより、n > 0 に対して次の漸化式を得る。
{\displaystyle {\begin{aligned}I_{n}&=4L_{n-1}-2r^{2}J_{n-1},\\J_{n}&=(4n+1)I_{n}-2r^{2}K_{n-1},\\K_{n}&=-(4n+2)J_{n}+2r^{2}L_{n-1},\\L_{n}&=(4n+3)K_{n}+2nr^{2}I_{n}-2r^{4}K_{n-1}.\\\end{aligned}}}
これらより、I n , J n , K n , L n は、すべて
{\displaystyle {\begin{aligned}u_{n}(R)+v_{n}(R)\cos r\end{aligned}}}
の形になる。ただし、u n ( R ) と v n ( R ) は整数係数の R = r 2 の多項式で、次数は高々 2 n + 1 である。
{\displaystyle {\begin{aligned}I_{m}=J_{m}=K_{m}=L_{m}=0\\\end{aligned}}}
だと仮定すると
{\displaystyle {\begin{aligned}I_{0}=J_{0}=K_{0}=L_{0}=0\\\end{aligned}}}
である。ところが
{\displaystyle {\begin{aligned}2I_{0}+K_{0}=r^{2}\neq 0\\\end{aligned}}}
なので矛盾である。したがって、I n , J n , K n , L n のうち少なくとも1つは、無限に多くのゼロでない項を持つ。それを M n とおく。
さて
{\displaystyle {\begin{aligned}R=r^{2}={a \over b}\neq 0\\\end{aligned}}}
が有理数で
{\displaystyle {\begin{aligned}\cos r={p \over q}\\\end{aligned}}}
も有理数だと仮定する。すると、qb 2n + 1 Mn は整数で、n → ∞ のとき限りなく小さくなる。したがって十分大きな n に対して、qb 2n + 1 Mn = 0 となり、Mn = 0 となる。これは矛盾である。ゆえに、ニーベン・インケリの定理が証明された。

## G.H.Hardy と E.M.Wright の証明
正の整数をnとし、cmを整数とするとき
{\displaystyle f(x)={\frac {x^{n}(1-x)^{n}}{n!}}={\frac {1}{n!}}\sum _{m=n}^{2n}c_{m}x^{m}}
とする。0<x<1において
{\displaystyle 0<f(x)<{\frac {1}{n!}}}
となる。…(1)
πが有理数であると仮定し、{\displaystyle \pi ^{2}={\tfrac {a}{b}}}（a,bは正の整数）とする。
{\displaystyle G(x)=b^{n}\sum _{k=0}^{n}(-1)^{k}\pi ^{2n-2k}f^{(2k)}(x)}
とする。
m<nまたは2n<mのとき
{\displaystyle f^{(m)}(0)=0}
である。
n≦m≦2nのとき
{\displaystyle f^{(m)}(0)={\tfrac {m!c_{m}}{n!}}=m(m-1)\cdot \cdot \cdot (n+1)c_{m}}
なので、整数である。
それゆえ、任意のmに対して
{\displaystyle f^{(m)}(0)}
は整数である。
したがって
G(0)
は整数である。
f(x)=f(1-x)なので両辺を微分することにより
{\displaystyle f'(x)=-f'(1-x)}
{\displaystyle f''(x)=f''(1-x)}
{\displaystyle \cdot \cdot \cdot }
である。一般に
{\displaystyle f^{(m)}(x)=f^{(m)}(1-x)}
のとき
{\displaystyle f^{(m+1)}(x)=-f^{(m+1)}(1-x)}
{\displaystyle f^{(m+2)}(x)=f^{(m+2)}(1-x)}.
すなわち
{\displaystyle f^{(m)}(x)=(-1)^{m}f^{(m)}(1-x)}
である。
よって
{\displaystyle f^{(2m)}(x)=f^{(2m)}(1-x)}
なので
{\displaystyle {\begin{aligned}G(1-x)&=b^{n}\sum _{k=0}^{n}(-1)^{k}\pi ^{2n-2k}f^{(2k)}(1-x)\\&=b^{n}\sum _{k=0}^{n}(-1)^{k}\pi ^{2n-2k}f^{(2k)}(x)\\&=G(x).\end{aligned}}}
G(0)=G(1)なのでG(1)も整数である。また
{\displaystyle {\begin{aligned}(G'(x)\sin \pi x-\pi G(x)\cos \pi x)'&=(G''(x)+\pi ^{2}G(x))\sin \pi x\\&=b^{n}\pi ^{2n+2}f(x)\sin \pi x\\&=\pi ^{2}a^{n}\sin \pi xf(x)\\\end{aligned}}}
となる。さらに
{\displaystyle {\begin{aligned}\pi \int \limits _{0}^{1}a^{n}\sin \pi xf(x)\,dx&={{\tfrac {G'(x)\sin \pi x}{\pi }}-G(x)\cos \pi x{\Bigg \vert }\,}_{0}^{1}\\&=G(0)+G(1)\\\end{aligned}}}
となり、これは整数である。(1)より十分にnが大きいとき
{\displaystyle 0<\pi \int \limits _{0}^{1}a^{n}\sin \pi xf(x)\,dx<{\tfrac {\pi a^{n}}{n!}}<1}
となる。
これは矛盾である。

## ランベルトによる証明
有理数 x に対する値 y = tan x が 0 または無理数であることから、その対偶を取れば、0 でない有理数 y に対する値  x = arctan y は無理数であることがわかる。よって、π = 4 arctan 1 は無理数である。

## リンデマンの定理の系による証明
円周率の定義は、三角関数  cos x が 0 を取るような x > 0 の最小値の2倍を用いるものとする。リンデマンの定理の系として、代数的数  a ≠ 0 に対する cos a は超越数である。リンデマンの定理の系の対偶として、cos a が代数的数であるとき、a は  a = 0 か超越数である。円周率の定義とリンデマンの定理の系の対偶より π は超越数であり、無理数である。

## より進んだ結果と未解決問題
ルジャンドルは π2 が無理数であることを示したが、現在では π の累乗は全て無理数であることが知られている（実は円周率は超越数であり，（非零有理数をべき指数とする）超越数のべき乗も超越数になるので（非零有理数をべき指数とする）円周率のべき乗は超越数になる。そうして超越数は無理数である）。実際、ドイツのフェルディナント・フォン・リンデマンは、1882年に π が超越数であることを示した。これは、さらに一般的なリンデマンの定理の特別な場合である。この定理は、円周率のみならず、ネイピア数 e, 2の自然対数 log 2, 1 の正弦 sin 1 などが超越数であることを導く、非常に強力なものである。また、ユーリイ・ネステレンコは π と eπ が Q 上代数的独立であることを示した。この事実は、π が無理数であることや超越数であることを内包している。
これらの進んだ結果が知られているにもかかわらず、円周率の性質が十分判明したとはいえない。例えば、その（任意の記数法において）小数展開の数字列が十分に「乱数的」であるといえるか（「真の乱数」による乱数列と、何か異なった性質がありはしないか）、例えば正規数であるか、という問題は（そうであろうとは一般に信じられてはいるが）いまだに未解決である。また、ππ や π + e のような単純な定数についても、無理数であるかどうかも分かっていないようなものがある。